# Cmentarz żydowski w Kielcach
Cmentarz żydowski w Kielcach – kirkut, który znajduje się w dzielnicy Pakosz, przy skrzyżowaniu ulicy Pakosz i alei Na Stadion w Kielcach. Ma powierzchnię 3,12 ha. Na terenie nekropolii znajduje się około 330 nagrobków zachowanych w różnym stanie, z czego około 150 ustawionych jest w lapidarium.
Cmentarz jest zamknięty dla zwiedzających.

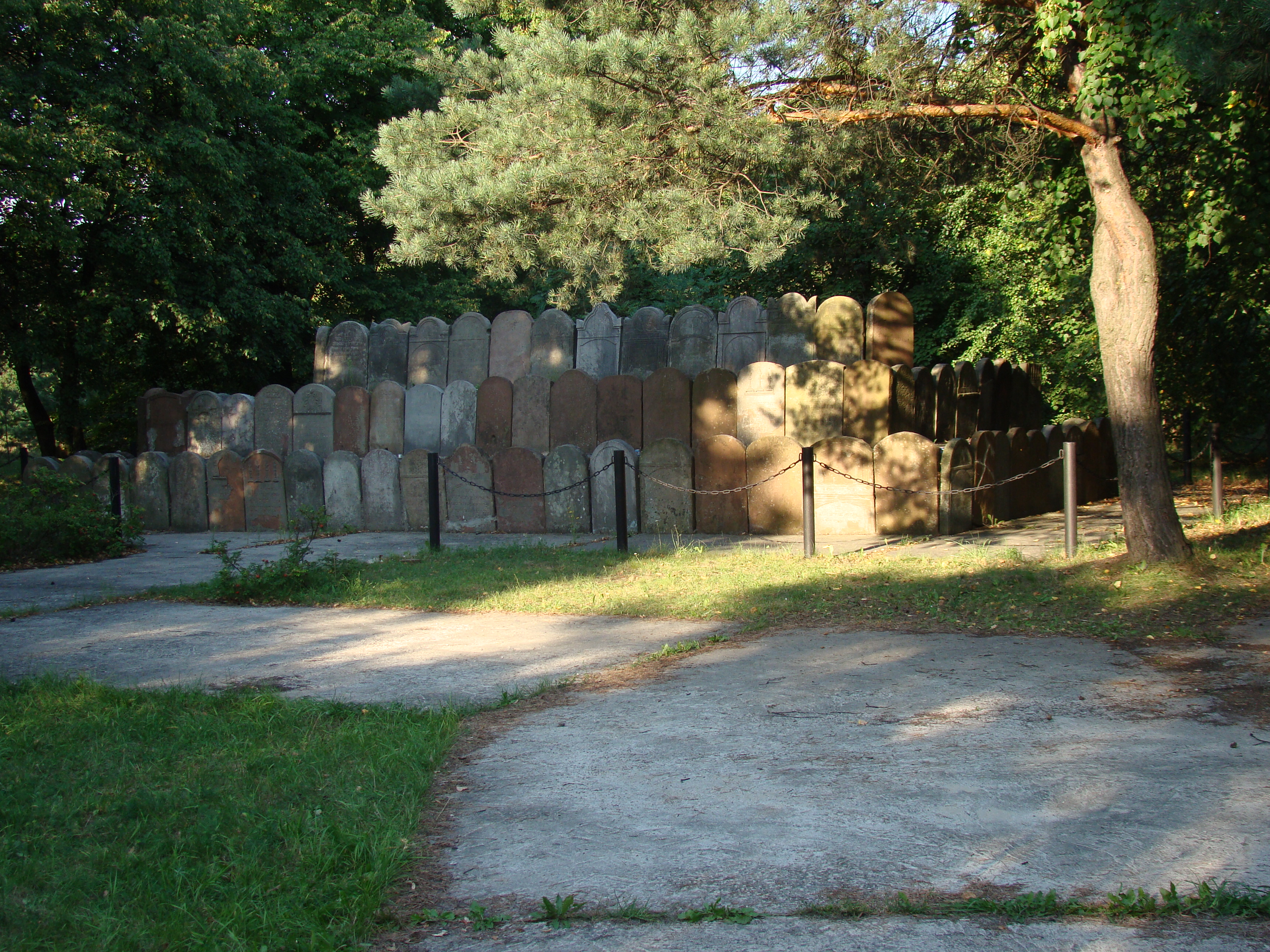
Cmentarz Żydowski

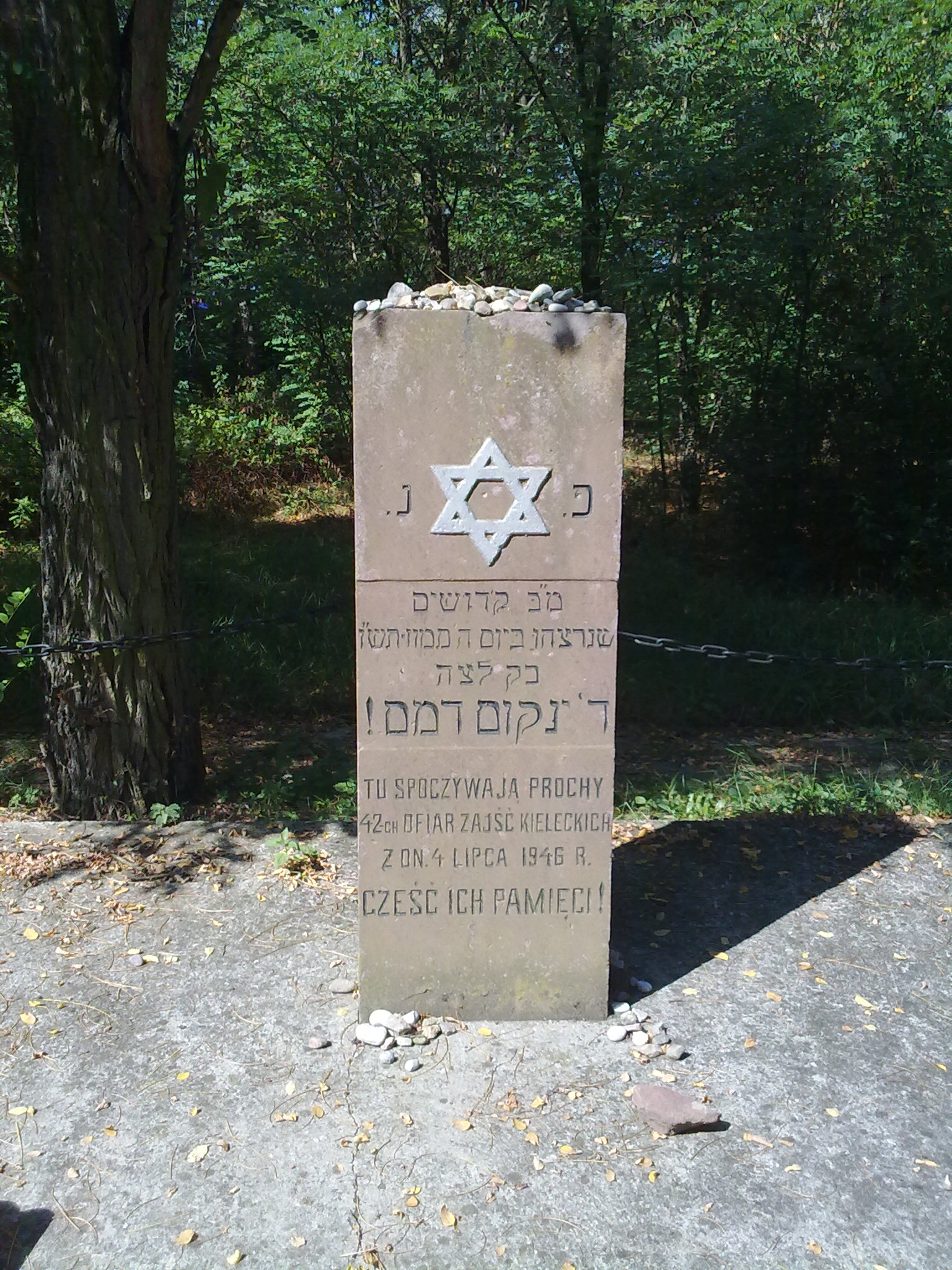
Grób ofiar Pogromu kieleckiego

## Historia
Kirkut został założony w 1868 roku w oparciu o projekt architekta gubernialnego Franciszka Ksawerego Kowalskiego. Podczas II wojny światowej Niemcy zdewastowali teren cmentarza, na którym regularnie przeprowadzano masowe egzekucje Polaków i Żydów. 23 maja 1943 roku Niemcy zamordowali 45 dzieci w wieku od 15 miesięcy do 15 lat. W 1946 roku na cmentarzu pochowano 42 żydowskie ofiary pogromu. W latach późniejszych ekshumowano i przeniesiono na kirkut ciała Żydów zamordowanych w getcie kieleckim i pogrzebanych nad brzegiem Silnicy. Cmentarz zamknięto dla celów grzebalnych w 1965.
W 1981 roku z wydobytych z pobliskiej rzeki Silnicy nagrobków wybudowano lapidarium. Wokół ustawiono fragmenty uszkodzonych macew z zachowanymi zdobieniami.
W 2007 roku odrestaurowano przedwojenny ohel wybudowany nad grobem Mordechaja Kuzmirera zwanego cadykiem z Kielc. W 2010 roku z inicjatywy Bogdana Białka prezesa Stowarzyszenia im. Jana Karskiego oraz Yaacova Kotlickiego prezesa Kielcer Society w Izraelu zbudowano nowy pomnik nagrobny ofiar pogromu z wypisanymi nazwiskami osób zamordowanych 4 lipca 1946 roku. Odrestaurowano także grób rozstrzelanych w 1943 roku dzieci.